# Хорајзон Сити (Тексас)
Хорајзон Сити (енгл. Horizon City) град је у америчкој савезној држави Тексас. По попису становништва из 2010. у њему је живело 16.735 становника.

## Демографија
Према попису становништва из 2010. у граду је живело 16.735 становника, што је 11.502 (219,8%) становника више него 2000. године.
| Група             | 2000.         | 2010.          |
| Белци             | 1.702 (32,5%) | 1.890 (11,3%)  |
| Афроамериканци    | 91 (1,7%)     | 390 (2,3%)     |
| Азијати           | 25 (0,5%)     | 76 (0,5%)      |
| Хиспаноамериканци | 3.397 (64,9%) | 14.373 (85,9%) |
| Укупно            | 5.233         | 16.735         |